# Mariguitar
Mariguitar é uma cidade venezuelana, capital do município de Bolívar (Sucre).